# Anton Frolo
Anton Frolo (20. dubna 1934 Ružomberok – 7. dubna 2017) byl slovenský házenkář a reprezentant Československa.

## Kariéra
Nejúspěšnější slovenský házenkář začínal s házenou v Michalovcích, od roku 1953 oblékal ligový dres Tatran Prešov. Během vojenské služby v Dukle Praha přispěl k zisku titulu mistra Československa a k triumfu v prvním ročníku Evropského poháru mistrů. V Prešově hrál do roku 1968, pak působil v klubu VSŽ Košice nejprve jako hráč, později byl hrající trenér a trenér. Košičany přivedl ke dvěma titulům mistra Československa. Od roku 1981 do roku 2000 vykonával vedle povolání středoškolského profesora i funkci trenéra mládeže ve VSŽ Košice.

### Národní tým
Československo reprezentoval na čtyřech mistrovství světa, ze všech se vracel s medailí. Po dvou stříbrných a jedné bronzové medaili završil úspěšnou reprezentační kariéru ziskem titulu mistra světa ve Švédsku 1967. Ve věku 32 let byl Frolo nejstarším členem vítězného týmu .

## Úspěchy
- Mistrovství světa

1. místo – 1967
2. místo – 1958, 1961
3. místo – 1964
- Vítěz Evropského poháru mistrů 1957
- Mistr Československa 1956

## Ocenění
- Hádzanár 20. storočia na Slovensku
- Člen Siene slávy slovenskej hádzanej
- Sportovní legenda (2013)